# Leslie Johnson
Leslie George Johnson (Walthamstow, 22 maart 1912 – Foxcote, Gloucestershire, Engeland, 8 juni 1959) was een Britse Formule 1-coureur. 
Johnson nam in 1950 in een ERA deel aan één Grand Prix, die in eigen land, waarvoor hij zich als twaalfde had gekwalificeerd, maar waarin hij reeds na acht ronden uitviel met compressorproblemen.